# Quách Quỳ
Quách Quỳ (tiếng Trung: 郭逵, 1022—1088), tự Trọng Thông, tổ tiên là người gốc Cự Lộc (nay là huyện Trác, Hà Bắc, Trung Quốc), sau di cư tới Lạc Dương. Ông là con trai thứ của Quách Bân, một danh tướng của Bắc Tống. Phụ mẫu chưa rõ

## Tiểu sử
Những năm đầu theo binh nghiệp, Quách Quỳ trấn giữ biên giới phía tây bắc của nhà Tống trong khoảng 10 năm dưới trướng Phạm Trọng Yêm, lập được một số công lao, trong đó có việc kiềm chế các cuộc tấn công của nhà nước Tây Hạ (thời Cảnh Tông Lý Nguyên Hạo). Ông cũng là người có nhìn nhận sáng suốt về việc đánh chiếm Linh Vũ (nay là quận Linh Vũ, thành phố Ngân Xuyên) cũng như đánh giá đúng đắn về Cát Hoài Mẫn (?-1042) khi ông cho rằng Hoài Mẫn là người hữu dũng vô mưu, tất làm hỏng việc triều đình. Quả nhiên sau đó Cát Hoài Mẫn thua trận, toàn quân bị diệt. Nhờ đó, ông được giao làm binh mã giám áp Chân Định, có công dẹp loạn trong vụ nổi dậy của binh sĩ Bảo Châu (nay là 2 huyện Mãn Thành, Thanh Uyển thuộc địa cấp thị Bảo Định) và được gia thêm chức các môn chi hậu, binh mã đô giám Hoàn Khánh.
Mẹ ông mất, ông từ quan. Khi hết tang, giữ chức đô giám Kính Nguyên rồi chuyển sang làm thông sự xá nhân, đổi tới Hà Bắc làm Duyên biên an phủ đô giám. Cùng Ngô Khuê (1011-1068) đi sứ nhà Liêu của người Khiết Đan. Đi sứ về, bị giáng xuống làm đô giám Phần Châu (nay là huyện cấp thị Phần Dương thuộc địa cấp thị Lữ Lương, tỉnh Sơn Tây).
Khi Bàng Tịch (998-1063) trấn thủ lộ Hà Đông (nay thuộc tỉnh Sơn Tây), ông là tướng dưới quyền trấn thủ Hãn Châu. Liêu Hưng Tông cho sứ sang đòi cắt đất huyện Thiên Trì với lý do đây là đất tông miếu của các vua Liêu. Bàng Tịch không quyết được. Quách Quỳ tra xét sổ sách, văn thư từ niên hiệu Thái Bình Hưng Quốc (976-984) thời Tống Thái Tông cho thấy khi đó nhà Liêu cắt đất này cho nhà Tống để làm tin nên nhất quyết không trả. 
Từ năm Gia Hữu thứ 1 tới thứ 3 (1056-1058) thời Tống Nhân Tông, khi đang là kiềm hạt lộ Kinh Hồ Bắc kiêm tri Lễ Châu (nay là huyện Lễ, địa cấp thị Thường Đức, tỉnh Hồ Nam), ông có công bình cuộc nổi dậy của Bành Sĩ Hi ở Hồ Bắc. Ông được phong làm lễ tân sử, chuyển tới làm binh mã kiềm hạt lộ Kinh Hồ Nam kiêm tri châu Thiệu Châu. Sau đổi làm quan sát sứ Dung Châu, điện tiền đô ngu hậu, phó đô bộ thự lộ Kính Nguyên.
Năm Trì Bình thứ 2 (1065) thời Tống Anh Tông, Quách Quỳ được phong làm kiểm hiệu thái bảo đồng thiêm thư xu mật viện. Ông được giao làm Thiểm Tây tuyên phủ sứ, phán quan Vị Châu.
Sau khi Tống Thần Tông lên ngôi, ông được đổi làm Tĩnh Nan quân lưu hậu, cải Tuyên Huy nam viện sử, phán Vận Châu (nay là huyện Vận Thành, địa cấp thị Hà Trạch, tỉnh Sơn Đông). Tới đây được 7 ngày lại đổi sang trấn giữ Phu Châu (nay là huyện Phú, Duyên An, Thiểm Tây).
Năm Hi Ninh thứ 9 (1076) đời Tống Thần Tông, Quách Quỳ giữ chức Chiêu thảo sứ cùng Triệu Tiết đem 10 vạn quân sang đánh Đại Việt tới sông Như Nguyệt, nhưng không thể tiến quân xa hơn nữa và cuối cùng phải rút về. Ông bị giáng chức xuống thành tả vệ tướng quân và sau đó bị buộc hưu trí, an cư tại gia khoảng 10 năm. Đến khi Tống Triết Tông lên ngôi (năm 1086) lại được phục chức làm tri Lộ Châu, Quảng Châu quan sát sử, tri Hà Trung. Năm Nguyên Hựu thứ ba (1088) ốm chết, thọ 68 tuổi.